# Андріївська волость (Гадяцький повіт)
Андріївська волость — адміністративно-територіальна одиниця Гадяцького повіту Полтавської губернії з центром у селі Андріївка.
Станом на 1885 рік — складалася з 7 поселень, 7 сільських громад. Населення 5069 — осіб (2528 осіб чоловічої статі та 2541 — жіночої), 942 дворових господарства.

Старшинами волості були:
- 1904 року[2] селянин Іван Андрійович Чалик;
- 1904 року[3] селянин Аксентій Семенович Ізюменко;
- 1913 року[4] селянин Костянтин Борисович Захарченко.
- 1915 року[5] селянин Микола Іванович Горбенко.